# I Want Your Sex
«I Want Your Sex» — песня британского певца Джорджа Майкла, бывшего участника поп-дуэта Wham!, выпущенная в 1987 году рекорд-компанией Epic. Она вошла в сольный альбом певца Faith и в саундтрек к фильму Полицейский из Беверли-Хиллз 2.

## История
Музыкальное видео поставил британский режиссёр Энди Морахан.
8 августа 1987 года сингл достиг второго места в американском хит-параде Billboard Hot 100, уступив только хиту «I Still Haven’t Found What I’m Looking For» ирландской группы U2. Более того, сингл оставался в лучшей десятке top 10 шесть недель и в сороковке top 40 четырнадцать недель, став одним из самых популярных данс-поп хитов лета 1987 года. Он также достиг позиции № 3 в Великобритании и № 2 в Канаде, где стал 13-м самым популярным хитом всего 1987 года.

## Чарты и сертификации
| Чарт (1987)                        | Верхняя позиция |
| ---------------------------------- | --------------- |
| Austrian Singles Chart             | 2               |
| Canadian The Record Top Singles    | 2               |
| Canadian RPM Top Singles           | 2               |
| Dutch Singles Chart                | 1               |
| French Singles Chart               | 11              |
| German Singles Chart               | 3               |
| Irish Singles Chart                | 1               |
| Italian Singles Chart              | 2               |
| New Zealand Singles Chart          | 2               |
| Norwegian Singles Chart            | 3               |
| Spanish Singles Chart              | 4               |
| Swedish Singles Chart              | 8               |
| Swiss Singles Chart                | 4               |
| UK Singles Chart                   | 3               |
| US Billboard Hot 100               | 2               |
| US Billboard Hot Dance Club Songs  | 2               |
| US Billboard Hot R&B/Hip-Hop Songs | 43              |

| Регион                                                      | Сертификация | Продажи    |
| ----------------------------------------------------------- | ------------ | ---------- |
| Канада (Music Canada)                                       | Золотой      | 50 000^    |
| Нидерланды (NVPI)                                           | Золотой      | 75 000^    |
| США (RIAA)                                                  | Платиновый   | 1 000 000^ |
| ^ Данные о тиражах приведены только на основе сертификации. |              |            |

## Список композиций
7"
- A. "I Want Your Sex" ("Rhythm One: Lust") – 4:44
- B. "I Want Your Sex" ("Rhythm Two: Brass in Love") – 4:43

12" / CD
- A. "I Want Your Sex" (Monogamy Mix) – 13:12

1. - "Rhythm One: Lust"
  - "Rhythm Two: Brass in Love"
  - "Rhythm Three: A Last Request"

- B. "Hard Day" – 4:51

CD – 654 601-3 (UK) [1989]
1. "I Want Your Sex" (Parts one and two) – 9:13
2. "A Different Corner" – 3:59
3. "Careless Whisper" (Extended mix) – 6:30

## Официальные ремиксы и версии
- «Rhythm One: Lust» — 4:44
- «Rhythm Two: Brass in Love» — 4:43
- «Rhythm Three: A Last Request» — 3:48
- Monogamy Mix — 13:12
- Freemasons Club Mix — 10:06
- Freemasons Club Instrumental — 10:06
- Freemasons Club Remix — 7:26
- Freemasons Edit — 3:53
- Freemasons Club Mix Edit — 3:45
- Freemasons Remix — 6:51
- Freemasons Vocal Club Remix — 8:07